# Gamebryo
Gamebryo is een engine voor computerspellen. De engine is ontwikkeld door Gamebase en wordt door verschillende computerspelbedrijven gebruikt, zoals: Atlus, Trion Worlds, 2K Games, Disney, Ubisoft, Bethesda Softworks, Tencent Games, Firaxis Games, Sony, Shanda, NCsoft en KingsIsle Entertainment voor computerspellen op verschillende platforms.

## Computerspellen gemaakt met Gamebryo
Hieronder is een overzicht van computerspellen gemaakt met Gamebryo
| Spel                                                           | Jaar | Platform(en)                               | Ontwikkelaar                                               | Uitgever                                                            |
| -------------------------------------------------------------- | ---- | ------------------------------------------ | ---------------------------------------------------------- | ------------------------------------------------------------------- |
| Atlantica Online                                               | 2008 | Windows                                    | Ndoors                                                     | Ndoors                                                              |
| BlackShot                                                      | 2008 | Windows                                    | Vertigo Games                                              | Vertigo Games, PlayOne Asia                                         |
| Bully: Scholarship Edition                                     | 2008 | Windows, Xbox 360, Wii, iOS, Android       | Rockstar Vancouver, Rockstar New England, Rockstar Toronto | Rockstar Games                                                      |
| Catherine                                                      | 2011 | Windows, PS3, Xbox 360                     | Atlus                                                      | Atlus                                                               |
| Civilization IV                                                | 2005 | Windows, Mac                               | Firaxis Games                                              | 2K Games, Aspyr                                                     |
| Civilization Revolution                                        | 2008 | Xbox 360, PS3, Nintendo DS, iOS            | Firaxis Games                                              | 2K Games                                                            |
| Dance on Broadway                                              | 2010 | Wii, PS3                                   | Longtail Studios & AiLive                                  | Ubisoft                                                             |
| Dawntide                                                       | 2011 | Windows                                    | Working As Intended                                        | Working As Intended                                                 |
| Defense Grid: The Awakening                                    | 2008 | Windows, Mac, Xbox 360                     | Hidden Path Entertainment                                  | Hidden Path Entertainment, Microsoft Studios                        |
| Divinity II                                                    | 2010 | Windows, Xbox 360                          | Larian Studios                                             | dtp entertainment, 1C, cdv Software Entertainment                   |
| Dragonica                                                      | 2009 | Windows                                    | Gravity Games                                              | gPotato                                                             |
| Drift City                                                     | 2007 | Windows                                    | NPLUTO                                                     | NHN Corporation                                                     |
| Defiance                                                       | 2013 | Windows, PS3, Xbox 360                     | Trion Worlds, Human Head Studios                           | Trion Worlds                                                        |
| Eden Eternal                                                   | 2011 | Windows                                    | X-Legend                                                   | Aeria Games                                                         |
| The Elder Scrolls IV: Oblivion                                 | 2006 | Windows, Xbox 360, PS3                     | Bethesda Game Studios                                      | Bethesda Game Studios, Bethesda Softworks                           |
| El Shaddai: Ascension of the Metatron                          | 2011 | PS3, Xbox 360                              | Ignition Entertainment                                     | Ignition Entertainment                                              |
| Epic Mickey                                                    | 2010 | Wii                                        | Junction Point Studios                                     | Buena Vista (Disney Interactive Studios)                            |
| Epic Mickey 2: The Power of Two                                | 2012 | Windows, Mac, Wii, Xbox 360, PS3           | Junction Point Studios                                     | Buena Vista (Disney Interactive Studios)                            |
| Fallout 3                                                      | 2008 | Windows, Xbox 360, PS3                     | Bethesda Game Studios                                      | Bethesda Softworks                                                  |
| Fallout: New Vegas                                             | 2010 | Windows, Xbox 360, PS3                     | Obsidian Entertainment                                     | Bethesda Softworks                                                  |
| Ghost in the Shell: Stand Alone Complex - First Assault Online | 2015 | Windows                                    | Nexon Inc., Neople                                         | NEXON Corporation                                                   |
| Grand Chase                                                    | 2003 | Windows                                    | KOG Studios                                                | Level Up! Games                                                     |
| Gujian Qitan                                                   | 2010 | Windows                                    | Shanghai Aurogon                                           | Gamebar                                                             |
| IHRA Professional Drag Racing 2005                             | 2004 | PlayStation 2, Windows, Xbox               | Bethesda Game Studios                                      | Bethesda Softworks                                                  |
| IHRA Drag Racing: Sportsman Edition                            | 2005 | PlayStation 2, Windows, Xbox               | Bethesda Game Studios                                      | Bethesda Softworks                                                  |
| Jeopardy!                                                      | 2009 | PS3                                        | Sony Computer Entertainment                                | Sony Computer Entertainment                                         |
| LEGO Universe                                                  | 2010 | Windows, Mac                               | NetDevil                                                   | Warner Bros. Interactive Entertainment                              |
| MapleStory 2                                                   | 2015 | Windows                                    | Nexon Inc., ProjectMS                                      | NEXON Corporation                                                   |
| MicroVolts                                                     | 2010 | Windows                                    | SK iMedia                                                  | Rock Hippo Productions LTD                                          |
| Pirate101                                                      | 2012 | Windows, Mac                               | KingsIsle Entertainment                                    | KingsIsle Entertainment                                             |
| PowerUp Heroes                                                 | 2011 | Xbox 360                                   | Ubisoft                                                    | Ubisoft                                                             |
| Ragnarok Online II: Legend of the Second                       | 2011 | Windows                                    | Gravity Corp.                                              | Gravity Corp.                                                       |
| Rift                                                           | 2011 | Windows                                    | Trion Worlds                                               | Trion Worlds                                                        |
| Rocksmith                                                      | 2011 | Windows, PS3, Xbox 360                     | Ubisoft                                                    | Ubisoft                                                             |
| Rocksmith 2014                                                 | 2013 | Windows, Mac, PS3, Xbox 360, PS4, Xbox One | Ubisoft                                                    | Ubisoft                                                             |
| Sid Meier's Pirates!                                           | 2004 | Windows, Xbox, Mac, PSP                    | Firaxis Games                                              | 2K Games Atari                                                      |
| Sid Meier's Railroads!                                         | 2006 | Windows, Mac, Android, iOS                 | Firaxis Games                                              | 2K Games, Feral Interactive                                         |
| Shin Megami Tensei: Imagine                                    | 2007 | Windows                                    | CAVE                                                       | Atlus, Aeria Games, Marvelous USA                                   |
| Speed Racer: The Videogame                                     | 2008 | Wii, PS2                                   | Sidhe Interactive                                          | Warner Bros. Interactive Entertainment                              |
| Splatterhouse                                                  | 2010 | PS3, Xbox 360                              | Namco Bandai Games                                         | Namco Bandai Games                                                  |
| Tenchu: Shadow Assassins                                       | 2008 | Wii, PSP                                   | Acquire                                                    | FromSoftware, Ubisoft                                               |
| Warhammer Online: Age of Reckoning                             | 2008 | Windows                                    | Mythic Entertainment                                       | Electronic Arts                                                     |
| Warhammer Online: Wrath of Heroes                              | 2012 | Windows                                    | BioWare Mythic                                             | Electronic Arts                                                     |
| Way of the Samurai 3                                           | 2008 | Windows, PS3, Xbox 360                     | Acquire                                                    | Spike, Agetec, UFO Interactive Games, Rising Star Games, Ghostlight |
| Wheel of Fortune                                               | 2009 | PS3                                        | Sony Computer Entertainment                                | Sony Computer Entertainment                                         |
| Wizard101                                                      | 2008 | Windows, Mac                               | KingsIsle Entertainment                                    | KingsIsle Entertainment                                             |
| Yar's Revenge                                                  | 2011 | Windows, Xbox 360, PS3                     | Killspace Entertainment                                    | Atari                                                               |
| The Elder Scrolls IV: Oblivion Remastered                      | 2025 | Windows, Xbox Series X/S, PS5              | Bethesda Game Studios                                      | Bethesda Softworks                                                  |

### NetImmerse games
| Spel                               | Year | Platform(en)                                                     | Ontwikkelaar                      | Uitgever                                  |
| ---------------------------------- | ---- | ---------------------------------------------------------------- | --------------------------------- | ----------------------------------------- |
| Dark Age of Camelot                | 2001 | Windows                                                          | Mythic Entertainment              | Vivendi Universal Games                   |
| Oddworld: Munch's Oddysee          | 2001 | Xbox, Game Boy Advance, Windows, PS3, PS Vita, iOS, Android, Mac | Oddworld Inhabitants              | Infogrames, THQ, Oddworld Inhabitants     |
| The Elder Scrolls III: Morrowind   | 2002 | Windows, Xbox                                                    | Bethesda Game Studios             | Ubisoft Entertainment                     |
| Freedom Force                      | 2002 | Windows, Mac                                                     | Irrational Games                  | Electronic Arts                           |
| Futurama                           | 2003 | Xbox, PS2                                                        | Unique Development Studios Sweden | Vivendi Universal Games, SCi Games        |
| Prince of Persia 3D                | 1999 | Windows, Dreamcast                                               | Mindscape                         | Red Orb Entertainment, Mattel Interactive |
| Simon The Sorcerer 3D              | 2002 | Windows                                                          | Headfirst Productions             | Adventure Soft                            |
| Star Trek: Bridge Commander        | 2002 | Windows                                                          | Totally Games                     | Activision                                |
| Tetris Worlds                      | 2001 | Windows                                                          | Blue Planet Software              | THQ                                       |
| Wild Wild West: The Steel Assassin | 1999 | Windows                                                          | SouthPeak Interactive             | SouthPeak Interactive                     |
| Zoo Tycoon 2                       | 2004 | Windows                                                          | Microsoft Game Studios            |                                           |